# محمدقلی محمدی
محمدقلی محمدی (درگذشته ۱۳۹۳) استاد دانشکده مهندسی برق دانشگاه تهران بود. او برای نگارش کتاب تکنولوژی فشار قوی الکتریکی برگزیدهٔ سومین دورهٔ کتاب سال ایران شد.